# Frederik IV van Sleeswijk-Holstein-Gottorp
Frederik IV van Sleeswijk-Holstein-Gottorp (Sleeswijk, 18 oktober 1671 - Klissow, 19 juli 1702) was van 1695 tot aan zijn dood hertog van Sleeswijk-Holstein-Gottorp. Hij behoorde tot het huis Sleeswijk-Holstein-Gottorp.

## Levensloop
Frederik was de oudste zoon van hertog Christiaan Albrecht van Sleeswijk-Holstein-Gottorp en diens echtgenote Frederika Amalia, dochter van koning Frederik III van Denemarken. Na zijn opleiding ging hij op grand tour door Europa.
In 1695 volgde hij zijn vader op als hertog van Sleeswijk-Holstein-Gottorp. Hij beëindigde meteen de toenaderingspolitiek tot Denemarken die hij zijn vader in zijn laatste regeringsjaren had gevoerd en streefde de volledige soevereiniteit van Sleeswijk-Holstein-Gottorp na. Hij ontsloeg de raadgever die verantwoordelijk was voor de toenadering tot Denemarken. Hierdoor werden zijn vroegere hofmeester Johann Ludwig von Pincier en zijn schoonbroer Magnus von Wedderkop de machtigste mannen in zijn regering. 
Op 12 mei 1698 huwde Frederik met Hedwig Sophia (1681-1708), dochter van koning Karel XI van Zweden. Ze kregen een zoon Karel Frederik (1700-1739), die hem later zou opvolgen als hertog van Sleeswijk-Holstein-Gottorp. Met dit huwelijk verdiepte hij de nauwe relaties tussen Sleeswijk-Holstein-Gottorp en Zweden. De volgende jaren verbleef hij meermaals in Zweden en Frederik werd eveneens benoemd tot opperbevelhebber van de Zweedse troepen in Duitsland. 
Na het overlijden van koning Christiaan V van Denemarken in 1699 sloot diens zoon Frederik IV een bondgenootschap met koning August II van Polen en tsaar Peter I van Rusland tegen Zweden. Dit leidde in 1700 tot de Grote Noordse Oorlog. Daarbij probeerde de Deense koning zijn aandelen in het hertogdom Sleeswijk te veroveren. Hij marcheerde met zijn troepen Sleeswijk-Holstein binnen en belegerde de vesting van Tönning. Frederik kreeg militaire steun van koning Karel XII van Zweden, wiens troepen Kopenhagen dreigden binnen te vallen. Hierdoor was de Deense koning gedwongen om in augustus 1700 de Vrede van Traventhal te sluiten, waarbij hij de heerschappij van Frederik over Sleeswijk moest erkennen en hem een hoge schadevergoeding moest betalen. Op die manier werden de koning van Denemarken en de hertog van Sleeswijk-Holstein-Gottorp officieel gelijkgesteld. Ook werden beide vorsten verplicht om samen te werken indien de hertogdommen verdedigd moesten worden.
Door de Vrede van Traventhal bevond het hertogdom Sleeswijk-Holstein-Gottorp zich op de hoogtepunt van zijn macht. Frederik liet het Slot Gottorp verbouwen tot een barokresidentie en uitbreiden met een representatieve zuidvleugel. Ook zette hij de bouw van de sloten in Eutin, Kiel en Tönning verder, die zijn vader had opgestart.
Ook sloot hij aan bij het Zweedse leger in de veldtocht tegen Polen en Rusland. In juli 1702 nam hij deel aan de Slag bij Klissow, waarbij Frederik IV dodelijk getroffen werd door een kanonskogel. Zijn twee jaar oude zoon Karel Frederik volgde hem op als hertog van Sleeswijk-Holstein-Gottorp.

### Voorvaderen
| Frederik IV van Sleeswijk-Holstein-Gottorp             | Frederik IV van Sleeswijk-Holstein-Gottorp                                                                       | Frederik IV van Sleeswijk-Holstein-Gottorp                                                                       | Frederik IV van Sleeswijk-Holstein-Gottorp                                                                       | Frederik IV van Sleeswijk-Holstein-Gottorp                                                                       | Frederik IV van Sleeswijk-Holstein-Gottorp                                                                       | Frederik IV van Sleeswijk-Holstein-Gottorp                                                                       | Frederik IV van Sleeswijk-Holstein-Gottorp                                                                       | Frederik IV van Sleeswijk-Holstein-Gottorp                                                                       |
| ------------------------------------------------------ | --- | --- | --- | --- | --- | --- | --- | --- |
| Overgrootouders                                        | Johan Adolf van Sleeswijk-Holstein-Gottorp (1575–1616) ∞ Augusta van Denemarken (1580-1639)                      | Johan Adolf van Sleeswijk-Holstein-Gottorp (1575–1616) ∞ Augusta van Denemarken (1580-1639)                      | Keurvorst Johan George I van Saksen (1585–1656) ∞ 1607 Magdalena Sibylla van Pruisen (1586-1659)                 | Keurvorst Johan George I van Saksen (1585–1656) ∞ 1607 Magdalena Sibylla van Pruisen (1586-1659)                 | Christiaan IV van Denemarken (1577-1648) ∞ Anna Catharina van Brandenburg (1575-1612)                            | Christiaan IV van Denemarken (1577-1648) ∞ Anna Catharina van Brandenburg (1575-1612)                            | George van Brunswijk-Calenberg (1582-1641) ∞ 1625 Anna Eleonora van Hessen-Darmstadt (1601-1659)                 | George van Brunswijk-Calenberg (1582-1641) ∞ 1625 Anna Eleonora van Hessen-Darmstadt (1601-1659)                 |
| Grootouders                                            | Frederik III van Sleeswijk-Holstein-Gottorp (1597–1659) ∞ Maria Elisabeth van Saksen (1610-1684)                 | Frederik III van Sleeswijk-Holstein-Gottorp (1597–1659) ∞ Maria Elisabeth van Saksen (1610-1684)                 | Frederik III van Sleeswijk-Holstein-Gottorp (1597–1659) ∞ Maria Elisabeth van Saksen (1610-1684)                 | Frederik III van Sleeswijk-Holstein-Gottorp (1597–1659) ∞ Maria Elisabeth van Saksen (1610-1684)                 | Frederik III van Denemarken (1609–1670) x Sophia Amalia van Brunswijk-Lüneburg (1628–1685)                       | Frederik III van Denemarken (1609–1670) x Sophia Amalia van Brunswijk-Lüneburg (1628–1685)                       | Frederik III van Denemarken (1609–1670) x Sophia Amalia van Brunswijk-Lüneburg (1628–1685)                       | Frederik III van Denemarken (1609–1670) x Sophia Amalia van Brunswijk-Lüneburg (1628–1685)                       |
| Ouders                                                 | Christiaan Albrecht van Sleeswijk-Holstein-Gottorp (1641–1695) ∞1667 Frederika Amalia van Denemarken (1649-1704) | Christiaan Albrecht van Sleeswijk-Holstein-Gottorp (1641–1695) ∞1667 Frederika Amalia van Denemarken (1649-1704) | Christiaan Albrecht van Sleeswijk-Holstein-Gottorp (1641–1695) ∞1667 Frederika Amalia van Denemarken (1649-1704) | Christiaan Albrecht van Sleeswijk-Holstein-Gottorp (1641–1695) ∞1667 Frederika Amalia van Denemarken (1649-1704) | Christiaan Albrecht van Sleeswijk-Holstein-Gottorp (1641–1695) ∞1667 Frederika Amalia van Denemarken (1649-1704) | Christiaan Albrecht van Sleeswijk-Holstein-Gottorp (1641–1695) ∞1667 Frederika Amalia van Denemarken (1649-1704) | Christiaan Albrecht van Sleeswijk-Holstein-Gottorp (1641–1695) ∞1667 Frederika Amalia van Denemarken (1649-1704) | Christiaan Albrecht van Sleeswijk-Holstein-Gottorp (1641–1695) ∞1667 Frederika Amalia van Denemarken (1649-1704) |
| Frederik IV van Sleeswijk-Holstein-Gottorp (1671–1702) | | | | | | | | |